# ماكاروني
|                                                     |  |  |
| آلة صنع ماكاروني بشكل مرفق، مصورة من الخلف والأمام. |  |  |

ماكاروني (Macaroni) هي مجموعة متنوعة من المعكرونة الجافة التي يتم إنتاجها بمختلف الأشكال والأحجام. يتم صنعها من القمح الصلب وعادة يتم تقطيعها لاطوال قصيرة.  قد تستطيع بعض الآلات المنزلية إنتاج أشكال الماكروني ولكن مثل معظم أنواع المعكرونة فهي عادة ما تكون مصنوعة تجاريا على نطاق واسع باستخدام ألات بثق (extrusion). أما بالنسبة للشكل الانحنائي فيتم إنشاءه باستخدام سرعات مختلفة لقطع أجزاء المعكرونة عند خروجها من آلات البثق.

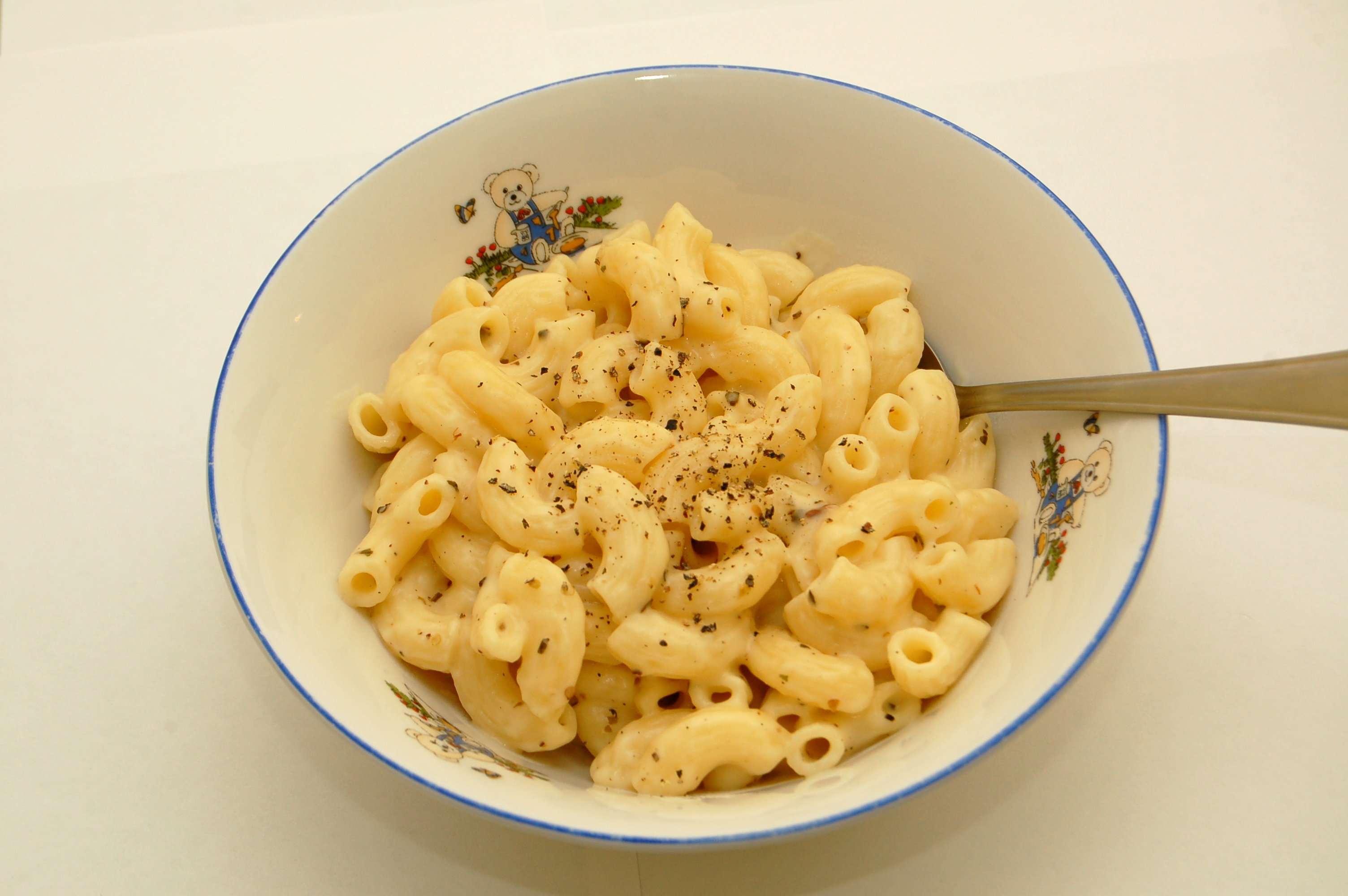
ماكاروني آند تشيز، مع بعض الأعشاب المجففة والفلفل.

تستخدم كلمة ماكاروني في أمريكا الشمالية عادة لوصف الماكروني التي تأخذ شكل مرفق اليد، [بحاجة لمصدر] كما أنها غالبا ما تستخدم في وصفات الطبق الشهير «ماكروني آند تشيز» (macaroni and cheese). أما في إيطاليا، فإن الاسم maccheroni فهو يشير إلى المعكرونة القصيرة المجوفة باستقامة، ويمكن أيضاً للكمة الإيطالية "maccheroni" أن تشير إلى بعض أطباق المعكرونة الطويلة (مثل maccheroni alla chitarra  و frittata di maccheron) والتي يتم إعدادها باستخدام أحد أنواع المعكرونة الطويلة مثل السباغيتي.

## أصل الكلمة

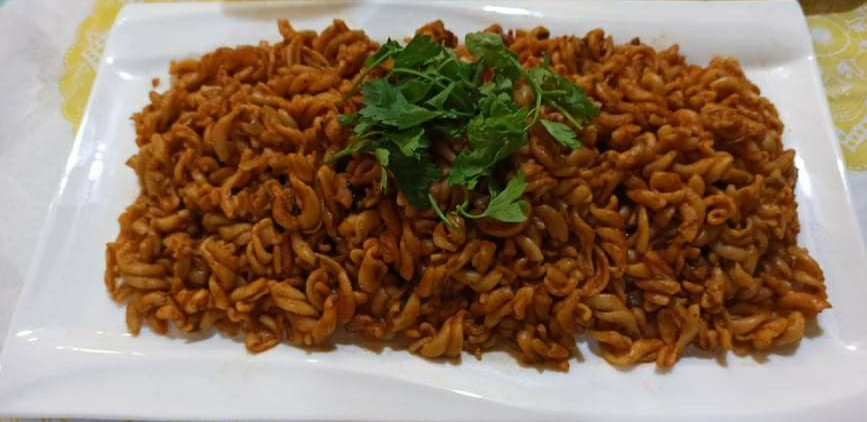
ماكروني عربية مع خضار

يرجع الاسم للكلمة الإيطالية maccheroni وهي صيغة الجمع من maccherone. تختلف الأصناف الكثيرة أحيانا عن بعضها بحسب تركيبة وشكل المعكرونة، فمثلاً: معكرونة ريغاتوني و معكرونة تورتيليوني تملكان أخاديد على طولها، بينما معكرونة تشيفاري (chifferi) ولوماتشي (lumache) تطلق على المعكرونات ذات الشكل الذي يشبه مرفق اليد، مثل ثقافة أمريكا الشمالية بإطلاق الماكروني على هذا النوع غالباً.
مع ذلك، فإن المنتج وأسمه مستمدان من «ماكاريا» (Macaria) في الأغريقية القديمة. حيث يتفق المجتمع الأكاديمي على أن الكلمة مشتقة من الكلمة اليونانية μακαρία (ماكاريا)، وهو نوع من مرق الشعير الذي يحضر في مناسابات ذكرى الموتى. وهذه الكلمة مأخوذة من μάκαρες (ماكاريس) والتي تعني «الميت المُبارك»، والتي أتت من  μακάριος (مكاريوس)، من الجذر μάκαρ (مكار) والتي تعني «المبارك أو السعيد».
لكن الباحث اللغوي الإيطالي اليسيو (G. Alessio) يقول أن الكلمة لها مصدرين. الأول هي الكلمة μακαρώνεια (ماكارونيا) من إغريقية العصور الوسطى (وردت في القرن الثالث عشر بواسطة جيمس بلغاريا)، والتي تعني «وليمة الجنازة»، وحاليا تعني «الطعام الذي سيقدم»  (في تراقيا الشرقية حاليا، تعني «طبق مكون بشكل أساسي من الأرز يقدم في جنازة»)، في كلتا الحالتين، فإن المصطلح يتكون من جذر مزدوج من كلمة μακάριος (مبارك) و αἰωνίος (خالد). أما المصدر الثاني فهو من اليونانية μακαρία «مرق الشعير»، مما يعني أنه تم إضافة اللاحقة "one" لآخر الكلمة.
في المقابل، فإن جون ديكي، في كتابه "بهجة! التاريخ الملحمي للايطاليين وطعامهم (2007)" يقول أن كلمة ماكاروني (macaroni والصيغ القديمة منها مثل maccheroni) تأتي من ماكاري (maccare)، التي تعني دق أوسحق."
أول ظهور للكلمة في اللغة الإنجليزية كان ماكيرونس (makerouns) في عام 1390 في كتاب «طريقة الطهو» (THE Forme of Cury) الذي وثق أقدم وصفة لطبق «ماكاروني آند تشيز». لاحقاً، أصبحت الكلمة مرتبطة بالأشخاص الذي يبالغون بالأناقة واللبس والموضة الإيطالية الغريبة بلبسها والشعور المستعارة.
اللغة الروسية استعارت هذه كلمة  (بالروسية: макароны)‏ كمصطلح عام لجميع أصناف المعكرونة بدلا من باستا (pasta). هذا أيضا يشمل العديد من اللغات السلافية، بالإضافة للتركية واليونانية والبرتغالية البرازيلية والفارسية.
في اللغة العربية، تم استعارة الكلمة مع بعض التغيير لتعني جميع أنواع المعكرونة (باستا)، حيث ذكر في تكملة المعاجم العربية " للمستشرق رينهارت دوزي أن "معقرون (تعريب اللفظة الإيطالية: maccheroni) تعني معكرون، مكرونة" وفي معجم الغني ذكر تعريب المعكرونة على أنها " طَعَامٌ مِنَ العَجِينِ عَلَى شَكْلِ خُيُوطٍ يَابِسَةٍ يُوضَعُ فِي الْمَاءِ السَّاخِنِ لِيَسْتَوِيَ."  